# Tillmann Fuchs
Tillmann Fuchs (* 7. Mai 1965 in Wien) ist ein österreichischer Medienmanager und ehemaliger Politiker (TS, zuletzt parteilos). Von 2015 bis 2018 war er Landesrat in der Niederösterreichischen Landesregierung, zuständig für Baurecht und Veranstaltungen.

## Beruflicher Werdegang
Tillmann Fuchs wuchs als eines von 16 Kindern des bekannten Malers Ernst Fuchs in Wien auf. Nach einer Lehre zum Kfz-Mechaniker begann er seine journalistische Karriere bei der Kronen Zeitung, wo er ab 1984 Auto-Testberichte verfasste. Anschließend beteiligte sich Fuchs als Politikredakteur an der Gründung und dem Aufbau des Wochenzeitschrift Die ganze Woche von Kurt Falk. Ab 1988 war er Politik- und Wirtschaftschef der ganzen Woche, ab 1990 beteiligt an Konzept, Marketing und Verkauf der Tageszeitung täglich Alles. Im Jahr 1991 wurde er Verlagsdirektor und Werbechef beider Blätter unter der Führung von Kurt Falk.
Von 1993 bis 1999 arbeitete Tillmann Fuchs in der Folge für den deutschen Fernsehsender RTL Television, zunächst als Pressechef, ab 1995 jedoch in der Chefredaktion. Im Jahr 1999 wurde Fuchs zum Geschäftsführer eines Investorenkonsortiums bestellt, das den Aufbau des ersten Privatfernsehsenders in Österreich zum Ziel hatte. 2002 war es soweit und der von Fuchs geleitete Sender ATV konnte die erste österreichweite Privatfernseh-Lizenz erhalten. Kurz bevor der Fernsehsender im Jahr 2003 tatsächlich in allen österreichischen Haushalten zu sehen war, verließ Fuchs jedoch den Sender wegen unterschiedlicher Ansichten über die Ausrichtung des Programms.
Er übernahm in der Folge von 2003 bis 2007 die Geschäftsführung der Ernst Fuchs Werksvermittlung GmbH, die seinen Vater und dessen Werke managte. Nachdem er ein MBA-Executive-Programm an der Imadec Privatuniversität in Kooperation mit der University of Texas at Austin absolviert hatte, schrieb Fuchs 2006 seine Masterarbeit an der IMADEC-Privatuniversität in Wien zum Businessmodell des von ihm ebenfalls seit 1997 gemanagten Privatradiosenders Rockradio. Zuletzt leitete er eine private Unternehmensberatung mit dem Namen Mindcraft Tillmann Fuchs Unternehmensberatung.
Seit 1. Jänner 2020 ist Tillmann Fuchs Senior Vice President Corporate Communications bei der Flughafen Wien AG.

## Politischer Werdegang
Im Rahmen seiner Tätigkeit als Geschäftsführer der Ernst Fuchs Werksvermittlung GmbH traf Tillmann Fuchs eigenen Angaben zufolge 2007 auf den österreichisch-kanadischen Unternehmer Frank Stronach, von dem er zunächst für ein Themen-Park-Projekt engagiert wurde. Während seiner folgenden sechsjährigen Tätigkeit für Frank Stronach nahm Fuchs mehrere Management-Positionen in verschiedenen Bereichen von Stronachs Unternehmensumfeld wahr.
Als die von Stronach gegründete Partei Team Stronach ankündigte, bei der Nationalratswahl 2013 kandidieren zu wollen, wurde Tillmann Fuchs als Wahlkampfleiter engagiert. Er nahm somit seine erste politische Tätigkeit wahr und kandidierte auch selbst auf Listenplatz zwei in Niederösterreich. Nachdem zwar der Einzug in den österreichischen Nationalrat gelang, jedoch die von Frank Stronach gesteckten sehr hohen Ziele bei der Wahl nicht erreicht wurden, trat Fuchs nach der Wahl von den politischen Tätigkeiten im Team Stronach zurück.
Nachdem im Frühjahr 2015 die niederösterreichische Landesrätin Elisabeth Kaufmann-Bruckberger aufgrund ihrer mutmaßlichen Verstrickung in die Kärntner Seenkauf-Affäre zurückgetreten war, wurde Tillmann Fuchs vom Landtagsklub des Team Niederösterreich als ihr Nachfolger nominiert. Er wurde in der Landtagssitzung am 21. Mai 2015 mit einer überraschend hohen Zustimmung des Landtages, nämlich einer Zweidrittelmehrheit, als neuer Landesrat angelobt. In der Niederösterreichischen Landesregierung hatte Fuchs als Landesrat unter anderem die Ressortzuständigkeiten für Baurecht, Vermessungsangelegenheiten, Personenstandsangelegenheiten, Kultusagenden, Veranstaltungswesen sowie Normenwesen. Mit der Konstituierung des neuen Landtages und der Angelobung der neuen Landesregierung schied Tillmann Fuchs aus der Nö. Landesregierung aus.

## Privatleben
Tillmann Fuchs lebt in Oberwaltersdorf in Niederösterreich. Er ist eines von 16 Kindern des Malers Ernst Fuchs.